# Acer turcomanicum
Acer turcomanicum é uma espécie de árvore do gênero Acer, pertencente à família Aceraceae.